# District de Khotang
Le district de Khotang (en népalais : खोटाङ जिल्ला) est l'un des 77 districts du Népal. Il est rattaché à la province de Koshi. La population du district s'élevait à 205 225 habitants en 2011.

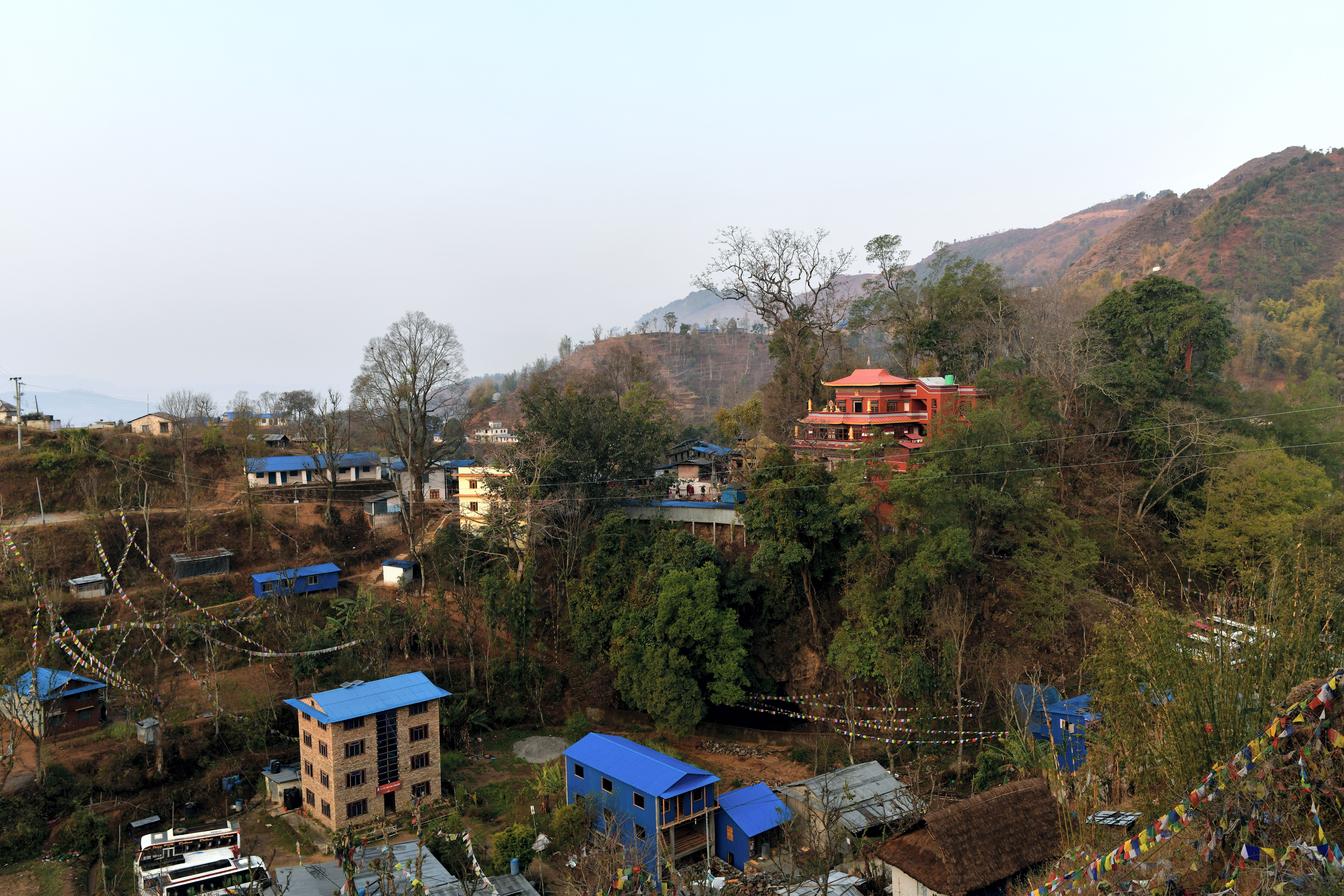
Vue de Maratika-Halesi, un célèbre lieu de pèlerinage

## Histoire
Il faisait partie de la zone de Sagarmatha et de la région de développement Est jusqu'à la réorganisation administrative de 2015 où ces entités ont disparu.

## Subdivisions administratives
Le district de Khotang est subdivisé en 10 unités de niveau inférieur, dont 2 municipalités et 8 gaunpalikas ou municipalités rurales.
| #  | Nom                         | Nom en népalais | Type         | Population (2011) | Superficie (km2) |
| -- | --------------------------- | --------------- | ------------ | ----------------- | ---------------- |
| 1  | Halesi Tuwachung            | हलेसी तुवाचुङ        | municipalité | 29 532            | 280,17           |
| 2  | Diktel Rupakot Majhuwagadhi | दिक्तेल रुपाकोट मझुवागढी | municipalité | 46 903            | 246,51           |
| 3  | Aiselukharak                | ऐसेलुखर्क          | gaunpalika   | 16 097            | 125,93           |
| 4  | Rawa Besi                   | रावा बेसी           | gaunpalika   | 13 369            | 97,44            |
| 5  | Jantedhunga                 | जन्तेढुंगा           | gaunpalika   | 15 444            | 128,62           |
| 6  | Khotehang                   | खोटेहाङ            | gaunpalika   | 22 474            | 164,09           |
| 7  | Kepilasgarhi                | केपिलासगढी          | gaunpalika   | 15 288            | 191,28           |
| 8  | Diprung Chuichumma          | दिप्रुङ चुइचुम्मा      | gaunpalika   | 20 175            | 136,48           |
| 9  | Sakela                      | साकेला             | gaunpalika   | 11 594            | 79,99            |
| 10 | Warahpokhari                | वराहपोखरी          | gaunpalika   | 14 349            | 141,6            |